# 上屋久町
上屋久町（かみやくちょう）は、かつて鹿児島県の屋久島の北半分と口永良部島を行政区域とした町で、熊毛郡に属していた。
2007年10月1日に屋久町と合併して屋久島町となった。

## 地理
屋久島の北半分および口永良部島を行政区域とする。中心集落は屋久島北端の宮之浦地区。
- 川：宮之浦川・永田川
- 山：宮之浦岳
- 島嶼：屋久島・口永良部島

### 隣接している自治体
- 熊毛郡屋久町

## 歴史
- 1889年（明治22年）4月1日 - 町村制施行に伴い馭謨郡上屋久村が成立。
- 1897年（明治30年）4月1日 - 郡の統合により熊毛郡に所属[2]。
- 1958年（昭和33年）4月1日 - 上屋久村が町制を施行し、上屋久町が発足[3]。
- 2007年（平成19年）10月1日 - 屋久町と合併して屋久島町となる[1]。

## 行政
- 町長 - 矢野勝巳

## 産業

### 特産品
- 焼酎
- 屋久杉を使った工芸品
- ミネラルウォーター「縄文水」

ほか

## 地域

### 教育

#### 高等学校
- 鹿児島県立屋久島高等学校

#### 中学校
- 宮浦中学校
- 一湊中学校
- 永田中学校
- 金岳中学校
- 小瀬田中学校

#### 小学校
- 宮浦小学校
- 一湊小学校
- 永田小学校
- 金岳小学校
- 小瀬田小学校

## 交通

### 空港
- 屋久島空港
  - 屋久島空港 - 鹿児島空港（日本エアコミューター）

### バス
- いわさきグループ（鹿児島交通系列）種子島・屋久島交通

### 航路
- 鹿児島商船「トッピー」（ジェットフォイル）
  - 鹿児島市 - 指宿市 - 種子島（西之表市） - 上屋久町（宮之浦）
- 折田汽船（フェリー）
  - 鹿児島市 - 上屋久町（宮之浦）
- 上屋久町営フェリー
  - 屋久島（宮之浦） - 口永良部島 - 種子島

### 道路

#### 主要県道
- 鹿児島県道77号上屋久屋久線
- 鹿児島県道78号上屋久永田屋久線

## 名所・旧跡・観光スポット・祭事・催事
- 楠川温泉
- 屋久島総合自然公園
- 屋久島野生植物園
- 縄文杉・弥生杉（森の巨人たち百選）
- ウィルソン株
- 益救神社 ※『延喜式』に記載のある日本最南端の神社
- 口永良部島に温泉あり。